# John Fredriksen
John Fredriksen (født 11. maj 1944) er en norskfødt forretningsmand med kypriotisk statsborgerskab, som har opbygget et forretningsimperium, der har gjort ham til Norges rigeste person med en formue på cirka 14 milliarder dollars (cirka 90 milliarder kroner). Fredriksen er hovedejer i blandt andet tankskibsrederiet Frontline, fiskeopdrætsselskabet Marine Harvest og olieboringsselskabet Seadrill.
Fredriksen har ingen formel uddannelse, men startede allerede som 16-årig i et skibsmæglingsfirma i hjembyen Oslo. Som ung arbejdede han et år som skibsmægler i New York, men vendte tilbage til hjembyen Oslo, hvor han begyndte at arbejde for mæglerfirmaet A. O. Andersen. I midten af 1970'erne stiftede han sammen med tre andre skibsmæglerfirmaet Northern Shipping A/S med opgaver for olieproducenter i Libanon. I 1980'erne tjente Fredriksen store summer på at lade sine tankskibe fragte olie fra Den Persiske Golf under krigen mellem Iran og Irak. Mandskabet løb en stor risiko, hvilket Fredriksen blev kritiseret for. Hans stambord på Theatercafeen i Oslo blev på denne tid døbt Kharg, efter den vigtigste olieterminal i Golfen.
Fredriksen er bosiddende i London og er cypriotisk statsborger, efter at han i 2006 valgte at frasige sig sit norske statsborgerskab for at spare penge i skat.
Fredriksen har tvillingedøtrene Kathrine og Cecilie (født 1983) med sin afdøde kone Inger Katharina Astrup Fredriksen.

## Investeringer
John Fredriksen styrer sine investeringer gennem en række holding-selskaber, bl.a. Hemen Holding, der er registreret på Cypern.
Fredriksen er kendt som en investor med en udsøgt sans for timing samt vilje til at tage, hvad mange vil karakterisere som ekstreme risici. I 1996 opkøbte Fredriksen det daværende svenske rederi Frontline, som han efterfølgende omstrukturerede og indregistrerede på Bermuda. I 2005 gik Fredriksen ind i olieboringsindustrien med oprettelsen af firmaet Seadrill. Fredriksen er hovedaktionær i virksomheder som fx Golden Ocean, Golar LNG, Deep Sea Supply og Northern Offshore.
Fredriksens vigtigste rådgiver de seneste år har været Tor Olav Trøim, som også er bestyrelsesmedlem i flere af Fredriksens selskaber.

## Lakseopdræt
I sommeren 2005 opkøbte Fredriksen aktiemajoriteten i fiskeopdrætsselskabet Pan Fish. Mindre end et år senere havde han brugt Pan Fish til at opkøbe de tre konkurrenter Fjord Seafood, Marine Harvest og Stolt Seafood. Det sammenslagte selskab fik navnet Marine Harvest.

## Frontline
Frontline er et olietankselskab med en markedsværdi på 14,6 milliarder kroner pr. 12. maj 2006. Frontline-flåden består af 55 skibe: 25 helejede og 2 delejede VLCC, samt 28 helejede Suezmax tankskibe. Frontline er noteret på Oslo Børs under tickeren (ctrl-click)">''tickeren'' FRO og er del af OBX-indekset.

## Seadrill
Fredriksen er hovedejer og bestyrelsesformand i olieboringsselskabet Seadrill. Ejerposten har siden 2006 været af større værdi end ejerposten i Frontline.